# Georgiske byer
Georgiens ni største byer er (pr. 1. januar 2005)::
1. Tbilisi: 1.049.516
2. Kutaisi: 178.350
3. Batumi: 118.297
4. Rustavi: 109.872
5. Sokhumi: 81.546
6. Sugdidi: 73.014
7. Gori: 46.680
8. Poti: 46.112
9. Tskhinvali: 40.529